# Hans-Windekilde Jannasch
Hans-Windekilde Jannasch (* 22. Januar 1883 in Nain, Labrador; † 1. Mai 1981 in Göttingen) war ein deutscher Pädagoge sowie Schriftsteller.

## Leben und Wirken
Der im Jahre 1883 in der Inuitsiedlung Nain, in der kanadischen Provinz Neufundland und Labrador, als Sohn des Predigers sowie Missionars der Herrnhuter Brüdergemeine Hermann Theodor Jannasch (1849–1931) und dessen Ehefrau Marie, geborene Miertsching, Tochter von Johann August Miertsching (1817–1875), zur Welt gekommene Hans-Windekilde Jannasch erhielt seine Schulbildung und anschließend seine Lehrerausbildung an Herrnhuter Schulen. Dort traf er beispielsweise auf Martin Luserke. Der reformpädagogische Ansatz (z. B. bei B. Otto, aber auch bei seinen Kollegen, die ebenfalls von den Herrnhutern geprägt waren) prägte ihn tief und beeinflusste sein pädagogisches Wirken in Praxis und Lehre.
Hans-Windekilde Jannasch unterrichtete in der Folge an Herrnhuter und Freien Schulen sowie an den Landerziehungsheimen Wickersdorf und am Solling. Anschließend wirkte Jannasch von 1930 bis zu seinem Eintritt in den Ruhestand 1953 als Professor für Praktische Pädagogik an den Pädagogischen Hochschulen in Altona, Hirschberg im Riesengebirge und Göttingen. Seine Unterrichtspraxis in der Volksschule war das erste pädagogische Lehrbuch, das nach der nationalsozialistischen Diktatur bereits im Jahr 1947 von der britischen Besatzungsmacht zur Veröffentlichung genehmigt wurde.
Hans-Windekilde Jannasch heiratete 1922 Adelheid, geborene Schmieder, mit der er zwei Kinder hatte. Jannasch verstarb 1981 98-jährig in Göttingen. Sein Grab befindet sich auf dem kleinen Friedhof am Landschulheim am Solling. Dieser Friedhof mit nur ganz wenigen Gräbern hat Gestaltungsmerkmale der Herrnhuter Brüdergemeine.
Jannaschs Großeltern mütterlicherseits waren Clementine Auguste Erxleben (1827–1869) und der Herrnhuter Missionar Johann August Miertsching (1817–1875), einziger Deutscher bei der Entdeckung der Nordwestpassage (1850–1854), Verfasser eines zu den Standardwerken der deutschen Polarwissenschaften zählenden Reisetagebuchs; sie heirateten 1856 in Herrnhut und zogen dann nach Elim und Genadendal in Südafrika.
Hans-Windekilde Jannasch trat als Autor von pädagogischen sowie theologischen Werken hervor. Viele seiner Veröffentlichungen sind autobiographisch geprägt oder reflektieren sein pädagogisches Wirken. Hervorzuheben ist seine Autobiographie Pädagogische Existenz, in der er vor allem aus seiner Kindheit anschaulich erzählt. Als Missionarssohn kam er im Schulalter ins Knabeninternat der Herrnhuter Brüdergemeine nach Kleinwelka in Sachsen. Seine Erlebnisse mit den Eltern in Nain und seine Schulzeit in Kleinwelka nehmen einen großen Raum der Autobiographie ein. Vor diesem Hintergrund sind sein Weg in die Reformpädagogik und sein ganz eigenes Wirken darin in den Folgekapiteln der Autobiographie zu würdigen.
Seine letzte Veröffentlichung Spätlese erzählt von den Begegnungen mit bekannten Persönlichkeiten seiner Zeit, z. B. Hermann Hesse, Hermann Stehr, Fritz Mauthner und Friedrich Gogarten.

## Publikationen
- Alarm des Herzens Aus den Papieren eines Helfers. G. Marian, Stuttgart 1945 (erstmals 1928).
- Unterrichtspraxis in der Volksschule : eine Grundlegung. Wolfenbüttler Verlagsanstalt, Wolfenbüttel 1947.
- Unter Hottentotten und Eskimos – Das Leben meines Vaters. Heliand-Verlag, Lüneburg 1950.
- Schulspiegel: Besinnungen im Alltag des Lehrers. A.W. Zickfeldt, Hannover 1954.
- Erziehung zur Freiheit : Ein Lebensbericht. Vandenhoeck & Ruprecht, Göttingen 1970 (auch bekannt unter dem Titel der ersten Auflage: Pädagogische Existenz).
- Alarm des Herzens : Lebenshilfe statt Sozialfürsorge. Verlag Die Spur, Berlin/Schleswig 1972.
- Herrnhuter Miniaturen. 3. erweiterte Auflage. Wittig, Hamburg 1976.
- Spätlese. Begegnungen mit Zeitgenossen. Vandenhoeck & Ruprecht, Göttingen 1973.
- weitere Publikationen in verschiedenen Zeitschriften, u. a. Die Volksschule, Die Erziehung, Unitas Fratrum, Die Sammlung, Der Landschulheimer (Zeitschrift des Landschulheims am Solling).

## Mitgliedschaften (Auswahl)
- Paul-Ernst-Gesellschaft